# خاطرات شبانه
 «خاطرات شبانه» (به انگلیسی: Midnight Memories) آلبومی از وان دایرکشن است که در ۲۵ نوامبر ۲۰۱۳ منتشر شد.
این آلبوم در چارت‌های ایرلند، نروژ، استرالیا، اسپانیا، دانمارک، سوئد، فلاندرز، پرتغال، بریتانیا، در رتبه اول و در چارت‌های ایتالیا، والونیا، فرانسه، آلمان، هلند، لهستان، فنلاند، سوئیس، نیوزلند، اتریش جزو ده آلبوم اول قرار گرفت.